# Леопольд IV (маркграф Австрии)
Леопольд IV (нем. Leopold IV; ок. 1108 — 18 октября 1141) — маркграф Австрии с 1136 года и герцог Баварии с 1139 года из династии Бабенбергов.

## Биография

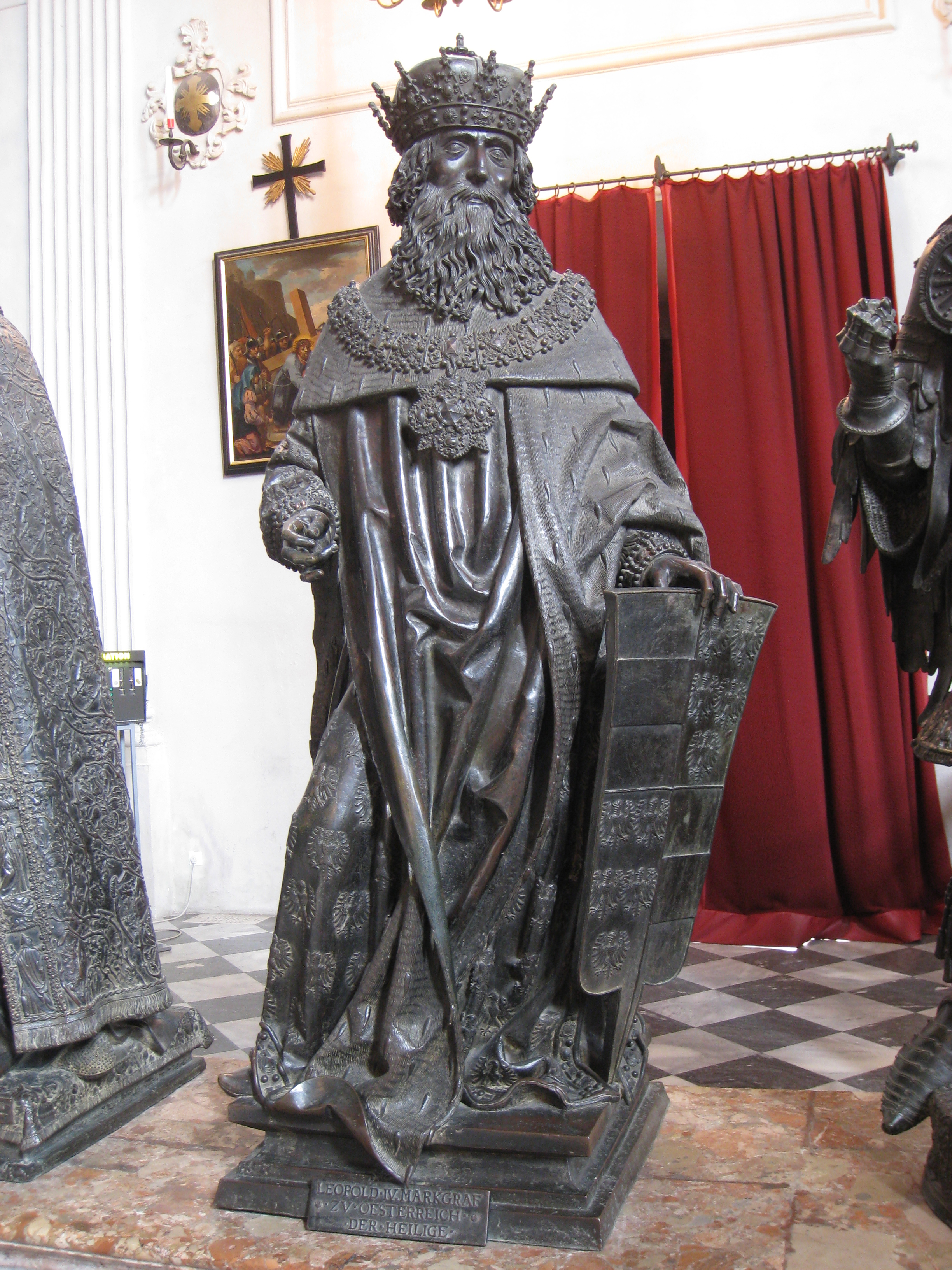
Статуя Леопольда IV в Хофкирхе (придворной церкви) Инсбрука, Австрия

### Правление
Леопольд IV был сыном австрийского маркграфа Леопольда III Святого и Агнессы, дочери императора Генриха IV.
В 1138 году на престол Германии вступил король Конрад III Гогенштауфен, единоутробный брат маркграфа Леопольда IV. Естественно, что Леопольд IV активно поддержал Гогенштауфенов в их борьбе с домом Вельфов. В 1139 году, после лишения всех титулов герцога Баварии Генриха X из династии Вельфов, король передал герцогство Леопольду IV. В результате Австрия была объединена с Баварией, а влияние Бабенбергов резко возросло.
На всём протяжении недолгого правления Леопольда IV в Баварии он вел непрекращающуюся борьбу с Вельфами. Борьба эта была неудачной: в 1141 году герцог потерпел поражение и вскоре скончался. Леопольд IV не имел детей и ему наследовал его младший брат Генрих II Язомирготт.

### Брак
- (1138) Мария Чешская (ум. ок. 1160), дочь Собеслава I, князя Моравии